# Jessie Marie Jacobs
Jessie Marie Jacobs Muller Offermann (* 1890; † 1954) war eine amerikanische Mathematikerin, die auch auf dem Gebiet der Genetik tätig war.

## Leben
Jessie M. Jacobs absolvierte ihren Bachelor-Abschluss am McPherson College. Nach einem Jahr als Lehrerin an der High School erhielt sie eines der ersten beiden Stipendien für ein Mathematikstudium an der Universität Kansas, an der sie 1916 auch ihren Master-Abschluss machte. 1919 erwarb sie den Doktortitel der Mathematik an der Universität Illinois Urbana-Champaign unter der Betreuung durch Arthur Byron Coble. Am Rockford College wurde sie außerordentliche Professorin und 1920 Referentin an der Universität Texas in Austin, wo sie Texas Mathematics Teachers’ Bulletin editierte. Ihr Wirken an der Universität wird ebenso wie das ihrer Kollegin Goldie Printis Horton durch eine jährliche Vortragsreihe gewürdigt.
Während ihres Studiums an der University of Texas lernte sie den Genetiker Hermann Joseph Muller kennen, der sie um Hilfe bei der mathematischen Modellierung von Mutationen bei Fliegen bat. Das Paar heiratete schließlich 1923. Im darauffolgenden Jahr wurde deren Sohn David, der Mathematiker und Informatiker wurde, geboren. Jessies Anstellung an der Universität wurde 1924 gegen ihren Willen beendet: Ihre Fachbereichskollegen waren der Meinung, dass Wissenschaft und Mutterschaft unvereinbar seien. Nach ihrer eigenen Lehrtätigkeit arbeitete Jessie mit ihrem Mann im Drosophila-Labor zusammen und verfasste gemeinsam mit ihm einen Artikel. Muller erhielt später einen Nobelpreis für die Forschungen, die er mit Jessies Unterstützung in dieser Zeit durchführte.
Die Ehe war angespannt, doch 1933 begleitete sie Hermann Muller für einen Teil seines Guggenheim-Stipendiums nach Berlin und dann nach Leningrad. Sie ließ sich 1935 von ihrem Mann scheiden (zunächst in der Sowjetunion, dann in Texas) und heiratete innerhalb weniger Monate Carlos Alberto Offermann. Er hatte von 1933 bis 1934 im Leningrader Labor von Hermann Muller gearbeitet. Nachdem er Jessie in Texas geheiratet hatte, kehrte Carlos an seinen Arbeitsplatz zurück, der sich nun in Moskau befand, obwohl seine Frau und sein Stiefsohn ihn nicht begleiten konnten. Solange sich sein Vater in der Sowjetunion aufhielt, weigerte sich ein texanischer Richter, David Muller die Ausreise aus dem Bundesstaat zu gestatten. Jessie bestritt ihren Lebensunterhalt in Austin, indem sie Universitätsstudenten Nachhilfe in Mathematik gab, ein Zimmer untervermietete und eine Gruppe der Works Progress Administration beaufsichtigte, die eine Geschichte von Travis County schrieb.
1938 kehrte Carlos Offermann nach Austin zurück, und die Familie zog bald darauf nach Chicago. Jessie wurde mit Tuberkulose diagnostiziert, weshalb die Familie 1940 nach Kalifornien zog, wo sie hoffte, sie könne sich erholen. Im Jahr 1942 hatte sich ihr Gesundheitszustand verschlechtert, so dass sie in ein Sanatorium eingewiesen werden musste und zum Zeitpunkt ihres Todes in einer Anstalt untergebracht war.